# 1416
Пізнє Середньовіччя •  Відродження •  Реконкіста •  Ганза •  Столітня війна •  Велика схизма

## Геополітична ситуація
Османську державу очолює Мехмед I (до 1421). Імператором Візантії є Мануїл II Палеолог (до 1425), а королем Німеччини Сигізмунд I Люксембург (до 1437). У Франції править Карл VI Божевільний (до 1422).
Апеннінський півострів розділений: північ належить Священній Римській імперії, середню частину займає Папська область, південь належить Неаполітанському королівству. Деякі міста півночі: Венеція, Флоренція, Генуя тощо, мають статус міст-республік.
Майже весь Піренейський півострів займають християнські Кастилія і Леон, де править Хуан II (до 1454), Арагонське королівство на чолі з Альфонсо V Великодушним (до 1458) та Португалія, де королює Жуан I Великий (до 1433). Під владою маврів залишилися тільки землі на самому півдні.
Генріх V є королем Англії (до 1422). У Кальмарській унії (Норвегії, Данії та Швеції) королює Ерік Померанський. В Угорщині править Сигізмунд I Люксембург (до 1437). Королем польсько-литовської держави є Владислав II Ягайло (до 1434). У Великому князівстві Литовському княжить Вітовт.
Частина руських земель перебуває під владою Золотої Орди. Галичина входить до складу Польщі. Волинь належить Великому князівству Литовському. Московське князівство очолює Василь I.
На заході євразійських степів править Золота Орда. У Єгипті панують мамлюки, а Мариніди — у Магрибі. У Китаї править династії Мін. Значними державами Індостану є Делійський султанат, Бахмані, Віджаянагара. В Японії триває період Муроматі.
Цивілізація мая переживає посткласичний період. У долині Мехіко склалася цивілізація ацтеків. Почала зароджуватися цивілізація інків.

## Події
- Київ розграбував і спалив хан Едигей.
- Засноване селище Чуднів.
- У Констанці спалено сподвижника Яна Гуса Ієроніма Празького.
- Рагузька республіка першою серед країн Європи проголосила работоргівлю поза законом.
- Імператор Священної Римської імперії Сигізмунд I Люксембург надав Амедею VIII Савойському титул герцога. Утворилося Савойське герцогство.
- Імператор Сигізмунд I відвідав Париж та Лондон. Наслідком стала угода з англійським королем Генріхом V, що визнавала Генріха королем Франції. Готувалася аналогічна угода з герцогом Бургурдським Жаном Безстрашним, який теж визнав права англійського короля на французький трон.
- Королем Арагону та Сицилії став Альфонсо V Великодушний.
- Король Данії, Норвегії та Швеції Ерік Померанський зробив Копенгаген своє столицею.

## Померли
- 30 травня — Ієронім Празький, чеський реформатор, учений, оратор, друг і сподвижник Яна Гуса.